# Большевизм
Большеви́зм (от большевик) — социалистическое революционное марксистское течение политической мысли и политический режим, связанный с формированием жёстко централизованной, сплочённой и дисциплинированной партии социалистической марксистской революции, ориентированной на свержение существующего капиталистического государственного строя, захват власти и установление диктатуры пролетариата.

Неофициальный флаг сухопутных войск РККА. Красная звезда на Красном флаге. Оба символа использовались большевиками.

Большевизм (от большинство) — принцип государственного политического и народного развития, основанный на полном игнорировании мнений и интересов меньшинства — элементов, паразитирующих на жизни и труде большинства людей (простого трудящегося народа) в государстве и во всем мире, достигающийся с помощью всеобщей осведомлённости и выражения мнения и интересов большинства.
Зародилось в начале XX века в Российской империи и было связано с деятельностью большевистской фракции в составе РСДРП — и в первую очередь, Владимира Ленина. Оставаясь на почве марксизма, большевизм в то же время вобрал в себя элементы идеологии и практики революционеров второй половины XIX века (С. Г. Нечаева, П. Н. Ткачёва, Н. Г. Чернышевского) и имел немало точек соприкосновения с такими отечественными леворадикальными течениями, как народничество и анархизм. Основным теоретиком большевизма был Ленин, кроме него к теоретикам большевизма относят Льва Троцкого, Николая Бухарина, Евгения Преображенского и иногда Розу Люксембург.
В октябре 1917 года фракция большевиков организовала вооружённое восстание против Временного правительства, сформированного другими (в том числе социалистическими) партиями и захватила власть (см. Октябрьская революция). Исторические последствия этих действий как для России, так и для мира в целом, имеют полярные оценки.
Некоторые исследователи к большевистской теории относят и деятельность Иосифа Сталина, возглавлявшего Всесоюзную коммунистическую партию (большевиков) и одновременно обладавшего всей полнотой государственной власти в СССР. Однако другие (как современники Сталина, так и более поздние) не смешивают собственно «большевизм» и «сталинизм», считая их разнонаправленными (революционным и термидорианским) явлениями.
Выражение «большевизм», как впоследствии и «коммунизм», устоялось в западной историографии в значении некой совокупности особенностей советской власти в определённый политический период. В настоящее время самоназвание «большевики» активно используют различные группы сталинистов и троцкистов.
Ряд исследователей характеризует большевизм как радикально-экстремистское политическое течение.

## История
Большевизм существует, как течение политической мысли и как политическая партия, с 1903 года.
— Ленин В.И. Детская болезнь «левизны» в коммунизме // Ленин В.И. : Полн.собр.соч. — Т. 41. — С. 6. текст
Понятие большевизм возникло на II съезде РСДРП (1903) в результате раскола партии на две фракции: сторонников Ленина и меньшевиков. Одной из основных причин раскола явился вопрос о партии нового типа. В ходе работы над Уставом РСДРП Владимир Ленин и Юлий Мартов предложили две различные редакции пункта о членстве в партии. Ленин — членом партии является гражданин, признающий программу и устав, выплачивающий членские взносы и работающий в одной из партийных организаций. Мартов предложил ограничиться первыми двумя требованиями. При выборах в центральные органы партии, большинство получили сторонники Ленинской формулировки, после чего Ленин стал называть свою фракцию «большевиками», Мартов же назвал своих сторонников «меньшевиками». Хотя в дальнейшей истории РСДРП, сторонники Ленина зачастую оказывались в меньшинстве, за ними закрепилось политически-выигрышное название «большевики».

Как указывает биограф Ленина Роберт Сервис, разделение только что созданной партии на две фракции «повергло российских марксистов в шоковое состояние». С партийной политикой Ленина были несогласны все, кроме крайне-левых петербургских марксистов.

На IV съезде РСДРП в 1906 году организационное единство партии было временно восстановлено. На V съезде был избран Центральный комитет, который из-за разногласий между большевиками и меньшевиками оказался неработоспособным, и руководство большевистскими организациями партии[прояснить] самочинно взял на себя Большевистский центр во главе с Владимиром Лениным, созданный во время съезда делегатами-большевиками на одном из своих фракционных совещаний.
На Шестой (Пражской) конференции РСДРП, состоявшейся 18-30 (5-17) января 1912 г., конституировавшей себя как общепартийная конференция РСДРП и верховный орган партии, были представлены почти исключительно сторонники Ленина. ЦК партии к этому времени фактически перестал существовать (последний его пленум состоялся в январе 1910 года), и партия оказалась без официального руководящего центра. В связи с этим на Пражской конференции был избран большевистский ЦК.
В 1916 году Ленин написал свою работу «Империализм как высшая стадия капитализма», явившуюся крупным вкладом в развитие классического марксизма в новых условиях. В этой работе был высказан и теоретически обоснован тезис о неравномерности экономического и политического развития капитализма в эпоху империализма, из чего следует вывод о возможности победы социализма первоначально в немногих или в одной отдельно взятой стране, ещё недостаточно развитой экономически, — такой, как Россия — при условии, что во главе революционного движения встанет дисциплинированный авангард, готовый идти до конца, к установлению диктатуры пролетариата.
Сразу же после начала мировой войны Ленин и его сторонники выдвинули лозунг поражения царизма в войне и превращения войны империалистической в войну гражданскую. Именно с этим была связана ленинская критика так называемых «социал-шовинистов», поддерживающих свои правительства в мировой войне. Гражданская война рассматривалась Лениным как «неизбежное продолжение, развитие и обострение классовой борьбы».
Ведущие деятели большевистской фракции к началу Февральской революции в основном находились в ссылке либо в эмиграции, а потому большевики не приняли в ней организованного участия. Возвратившиеся из ссылки большевистские руководители, вошедшие наряду с меньшевиками и эсерами в состав Петросовета, в первое время склонялись к сотрудничеству с Временным правительством. Ленин же с самого начала, ещё находясь за границей, настаивал на немедленном разрыве Петросовета с Временным правительством ради активной подготовки перехода от буржуазно-демократического к следующему, «пролетарскому», этапу революции, захвату власти и прекращению войны. Вернувшись в Россию, он выступил с новой программой действий для большевистской партии — «Апрельскими тезисами», — в которых поставил на повестку дня требование передачи всей полноты власти Советам в интересах пролетариата и беднейшего крестьянства. Натолкнувшись на сопротивление даже среди представителей «теоретического», «научного» большевизма, Ленин сумел его преодолеть, опираясь на поддержку низов — партийных организаций на местах, приверженцев немедленных практических действий. В ходе развернувшейся полемики о возможности социализма в России Ленин отвергал все критические аргументы меньшевиков, эсеров и других политических противников о неготовности страны к социалистической революции ввиду её экономической отсталости, слабости, недостаточной культурности и организованности трудящихся масс, в том числе пролетариата, об опасности раскола революционно-демократических сил и неизбежности гражданской войны.
В апреле 1917 года раскол РСДРП был окончательно оформлен. В ходе острой дискуссии на 7-й Всероссийской (Апрельской) конференции РСДРП(б) (24-29 апреля) «Апрельские тезисы» получили поддержку большинства делегатов с мест и легли в основу политики всей партии. Большевистская фракция стала именоваться Российской социал-демократической рабочей партией (большевиков).
РСДРП была переименована в РСДРП(б) на VII (Апрельской) конференции в 1917 г. В марте 1918 г. партия приняла название РКП(б), а в декабре 1925 г. — ВКП(б). На XIX съезде в октябре 1952 г. ВКП(б) была переименована в КПСС.
По мнению известного историка-русиста Ричарда Пайпса
Большевистская партия была явлением уникальным. Созданная как группа конспираторов со специальной целью захвата власти, совершения революции сверху сначала в России, а потом и во всех странах мира, она была совершенно недемократична как по идеологии, так и по методам действия. Ставшая прототипом для всех последующих организаций тоталитарного толка, она напоминала скорее тайный орден, нежели партию в общепринятом смысле этого слова.
Пайпс отмечает, что стратегия Ленина в после Февральской революции сводилась к тому, чтобы пообещать каждой заинтересованной стороне то, чего ей недоставало: крестьянам — землю, солдатам — мир, рабочим — фабрики, национальным меньшинствам — самоопределение. Ни один их этих лозунгов не являлся частью большевистской программы, всем им предстояло быть сброшенными за борт, как только Ленин и его партия возьмут власть, но с их помощью удалось отнять у правительства симпатии больших групп населения.
В 1990 году на последнем, XXVIII съезде КПСС во время легализации политических платформ внутри КПСС, была сформирована «Большевистская платформа», давшая начало нескольким современным политическим партиям и общественным движениям.

## Большевизм и частная собственность

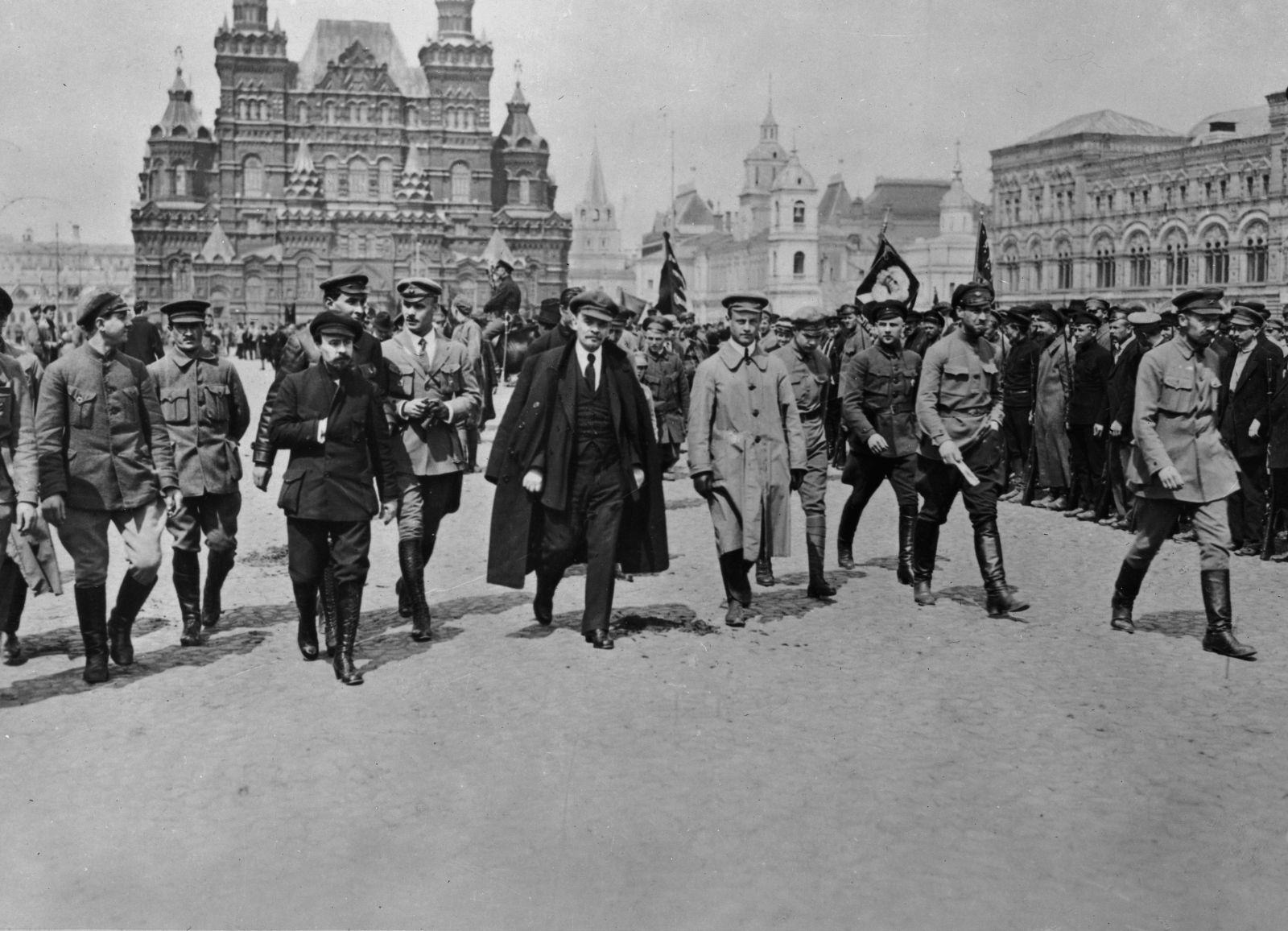
Ленин в центре Москвы, май 1919 года

Реализуя ленинский лозунг «грабь награбленное», большевики в массовом порядке осуществляли поголовную конфискацию (экспроприацию) у владельцев частной собственности, которую они считали приобретённой за счёт эксплуатации трудящихся, то есть, ограбления трудящихся. При этом большевики почти никогда не выясняли, получена ли частная собственность собственным трудом, или за счёт эксплуатации других людей, или какую часть конфискованной частной собственности владелец создал собственным трудом.

## Большевики и революция
Существует мнение, что большевики стремились к революции, не считаясь с политической ситуацией и историческими реалиями. Так известный социал-демократ Александр Парвус писал в 1918 году:
Суть большевизма проста — разжечь революцию повсеместно, не выбирая времени, не считаясь с политической ситуацией и иными историческими реалиями. Кто против, тот враг [народа], а с врагами разговор короткий — они подлежат срочному и безоговорочному уничтожению.

## Вопрос поддержки большевиков народом

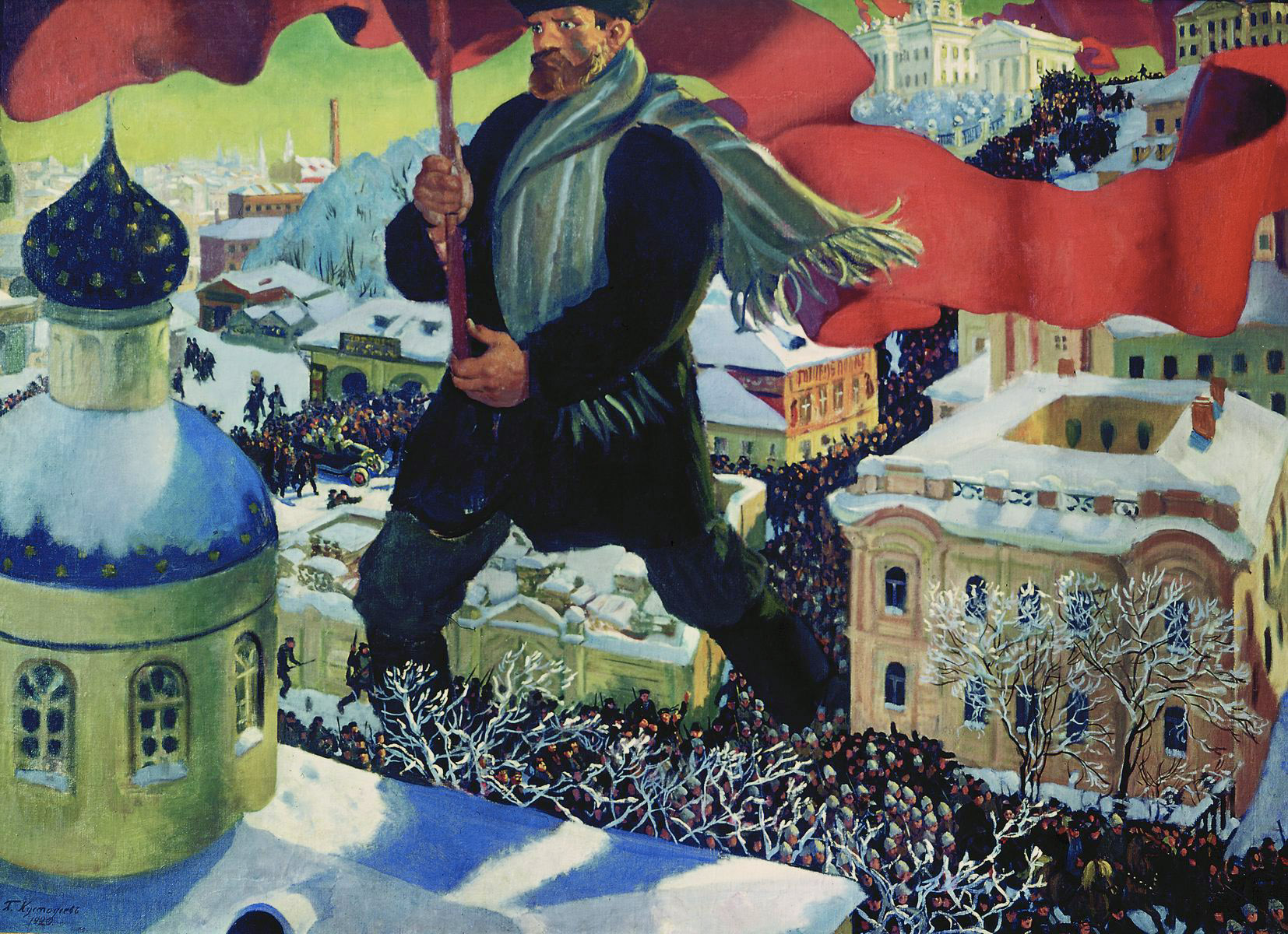
Борис Михайлович Кустодиев «Большевик», картина 1920

По мнению британского историка Орландо Файджеса, мнение о том, что большевиков подняла на вершину власти массовая народная поддержка их партии, не соответствует действительности и является заблуждением. По мнению Файджеса, октябрьское восстание в Петрограде было государственным переворотом, который поддерживала лишь небольшая часть населения. Файджес объясняет успех большевиков тем, что последние были единственной политической партией, бескомпромиссно выступавшей за лозунг «вся власть Советам», получившим большую популярность в 1917 году после неудачного выступления ген. Корнилова. Как указывает Файджес, осенью 1917 г. появился поток резолюций с фабрик, из деревень, из армейских частей, призывавших сформировать советское правительство. При этом авторы резолюций под «властью Советов» понимали Всероссийский совет с участием всех социалистических партий.
Между тем, приверженность большевиков принципу советской власти была вовсе не такой уж безусловной. В июле 1917 г., когда партия большевиков не смогла получить большинство в советах рабочих и солдатских депутатов, она «временно сняла» лозунг «Вся власть Советам!». После октябрьского переворота, во время т. наз. «триумфального шествия Советской власти» в тех случаях, когда отдельные советы не соглашались становиться органами диктатуры РСДРП(б), большевики не останавливались перед их разгоном и заменой чрезвычайными органами — ревкомами, военно-революционными комитетами и т. д.
Александр Па́рвус в 1918 году писал:
Нынешние Советы терроризируют не только реакционеров и капиталистов, но и демократически настроенную буржуазию и даже все социалистические рабочие организации, несогласные с их мнением. Они разогнали Учредительное собрание и держатся, утратив моральный авторитет в глазах народных масс, исключительно на штыках.

## Сторонники и противники
Большевиков поддерживали, хотя и не без критики их политической практики, левые теоретики в Европе, например, Роза Люксембург и Карл Либкнехт.

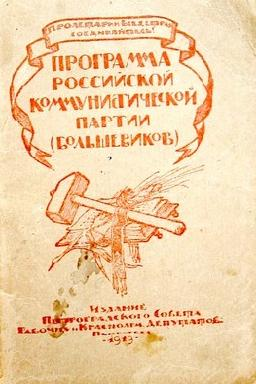
Программа РКП(б). 1919 год

В то же время это политическое течение вызвало отторжение у социал-демократов-центристов, например, Карла Каутского и крайне левых сторонников «коммунизма рабочих советов», например, Отто Рюле и Антона Паннекука. Ответ на крайне левую критику был дан Лениным в брошюре «Детская болезнь «левизны» в коммунизме», в свою очередь Антон Паннекук ответил В. Ленину в работе «Мировая революция и коммунистическая тактика».
В 20—30-х годах левая оппозиция Сталину приняла самоназвание «большевики-ленинцы», подчёркивая этим свою преемственность с революционной традицией в противовес термидорианскому сталинизму. После политических процессов 30-х годов большая часть «ленинской гвардии» была репрессирована. Исходя из этого, есть мнение, что большевизм как явление сошёл с исторической сцены:
…[Сталин] сумел уничтожить почти всех соратников Ленина в России, сделавшись к 1928—1939 годов «российским Бонапартом-Робеспьером»; в стране выросли «особенно махровые типы культур добуржуазного порядка, то есть культур чиновничьей, крепостнической» (и террористической — добавим мы), чего так опасался Ленин.
Но с другой стороны ряд учёных придерживается мнения, что большевизм претерпевал изменения во времени, и как явление, закончился только в начале 1990-х.

Отдельные современные учёные согласны с тем, что большевизм 
…был отчаянной попыткой вырваться из мира буржуазности и мещанства. (Это, между прочим, опровергает утверждение, согласно которому большевизм приравнивается к фашизму. Фашизм, в отличие от большевизма, основывался на мещанстве — его плоти и духе)
В западной политологии некоторыми авторами большевизм анализируется с позиций сходства и различия с фашизмом и нацизмом.

Согласно социологу Борису Кагарлицкому, одно из центральных противоречий постреволюционной политики большевиков определяют как следствие исторически сложившейся социально-политической ситуации в России: 
Но события развивались не по воле одного человека или даже одной партии. И сам Ленин и его товарищи были уже заложниками революционного процесса, двигавшегося вперёд по собственной логике. Для того чтобы побеждать в начавшейся борьбе, им приходилось делать то, чего они сами от себя не ожидали, строить государство, которое лишь частично отвечало их представлениям о том, к чему надо стремиться, но которое позволяло революции выживать и побеждать.
В публицистике некоторыми авторами также понимается как синоним крайнего экстремизма, идеологического фанатизма, нетерпимости, склонности к насилию.

## Мнения социал-демократов
Большевизм подвергался критике со стороны социал-демократов. Так, известный социал-демократ А. Л. Парвус писал в 1918 году:
Если марксизм является отражением общественной истории Западной Европы, преломлённой сквозь призму немецкой философии, то большевизм — это марксизм, выхолощенный дилетантами и преломлённый сквозь призму русского невежества.

## Исторические оценки
- По мнению философа и лингвиста Николая Трубецкого:

положительное значение большевизма может быть в том, что, сняв маску и показав всем сатану в его неприкрытом виде, он многих через уверенность в реальность сатаны привёл к вере в Бога— «Мы и другие», Евразийский временник, Берлин, 1925
.
- Авторы «Чёрной книги коммунизма» отмечают[19]:С момента своего организационного оформления в 1903 году эта партия отличалась от всех других течений как российской, так и мировой социал-демократии прежде всего своей волюнтаристской стратегией свержения существующего порядка и своей концепцией организации партии — жёстко структурированной, дисциплинированной, состоящей из отборных революционеров-профессионалов, партии — антипода расплывчатым массовым партиям, широко открытым для сочувствующих, для борьбы мнений и дискуссий, то есть таким, какими были российские меньшевики и почти все европейские социал-демократы.
- Президент России Владимир Путин, отвечая на вопросы в Совете Федерации 27 июня 2012 года, обвинил большевистское руководство в предательстве национальных интересов — «большевики совершили акт национального предательства…», в результате чего Россия проиграла Первую мировую войну — «…то результат предательства тогдашнего правительства»[48][49].

## Комментарии
1. ↑  Несмотря на принятый в советской историографии порядковый номер, лондонский съезд был фактически учредительным, поскольку минский съезд никакого практического значения не имел.
2. ↑  Сервис, 2002, Существует мнение, что принятие столь невыигрышного названия фракции стало крупным просчётом Мартова и, наоборот: закрепление сиюминутного электорального успеха в названии фракции было сильным политическим ходом Ленина, с. 179.
3. ↑  Известный теоретик марксизма Карл Каутский объяснял смену названия партии Ленина следующим образом:

[большевики] уничтожили демократию, которую народ завоевал в мартовскую революцию. Соответственно с этим большевики перестали называть себя социал-демократами, а приняли название коммунистов. 

Правда, они не хотят совершенно отказаться от демократии. Ленин в своей речи 28-го апреля называет советскую организацию «высшим типом демократии», «полным разрывом с её буржуазной карикатурой». Для пролетария и бедного крестьянина теперь восстановлена полная свобода. Но под демократией до сих пор понимают равенство политических прав всех граждан. Привилегированные слои всегда пользовались свободой. Но это не называют демократией.
Цит. по: Карл Каутский «ДИКТАТУРА ПРОЛЕТАРИАТА» (К. Kautsky. Die Diktatur des Proletariats, Wien, 1918.) Архивная копия от 7 ноября 2013 на Wayback Machine.